# Melozone
A Melozone a madarak osztályának verébalakúak (Passeriformes) rendjébe és a Verébsármányfélék (Passerellidae) családjába tartozó nem.

## Rendszerezés
A nembe az alábbi 2 faj tartozik:
- Melozone biarcuatum
- Melozone leucotis